# Rada Gminy Kłodzko
Rada Gminy Kłodzko – stanowiący i kontrolny organ władzy samorządowej gminy wiejskiej Kłodzko z siedzibą Kłodzku. Istnieje od 1990 roku. W jej skład wchodzą radni wybierani na terenie gminy w wyborach bezpośrednich na kadencje trwające pięć lat, licząc od dnia wyboru (w latach 1990–2018 kadencja ta wynosiła 4 lata). Obecna VIII kadencja rady rozpoczęła się w 2018 roku. Przewodniczącym rady jest Ryszard Jastrzębski, a funkcję wiceprzewodniczących pełnią: Halina Witos i Mariola Kozak. Siedzibą Rady Gminy Kłodzko jest biurowiec przy ulicy Okrzei 8a, położony w Kłodzku, które stanowi osobną gminę miejską.

## Wybory do rady gminy
Radni do Rady Gminy Kłodzko są wybierani aktualnie w wyborach co 5 lat. Począwszy od 2014 roku wybiera się ich w piętnastu jednomandatowych okręgach wyborczych, które nie mają swoich oficjalnych nazw. Przypisanych im jest 15 obwodów głosowania. Zasady i tryb przeprowadzenia wyborów określa odrębna ustawa. Skrócenie kadencji rady może nastąpić w drodze referendum.
| Okręg | Zasięg terytorialny | Liczba wyborców (stan na 2018) |
| ----- | --- | ------------------------------ |
| 1     | Boguszyn, Jaszkówka, Podzamek, Wojciechowice | 1060                           |
| 2     | Jaszkowa Dolna | 1189                           |
| 3     | Droszków, Gaj, Jaszkowa Górna, Rogówek | 806                            |
| 4     | Ołdrzychowice Kłodzkie (ulice: Fabryczna, Górna, Kłodzka od nr 1 do nr 42, Krótka, Leśna, Osiedlowa, Sportowa, Wodna, Zielona)                                               | 858                            |
| 5     | Ołdrzychowice Kłodzkie (ulice: Bystrzycka, Gromadzka, Kłodzka od nr 43 do końca, Kolejowa, Krzywa, Młyńska, Polna, Słoneczna)                                                | 935                            |
| 6     | Marcinów, Romanowo, Żelazno | 920                            |
| 7     | Krosnowice (od nr 1 do nr 96 i od nr 167 do końca) | 1113                           |
| 8     | Krosnowice (od nr 97 do nr 166, ulice: Fabryczna, Kolorowa, Krótka, Kwiatowa, Ogrodowa, Osiedlowa, Polna, Słoneczna, Sportowa, Tkacka, Wesoła, Włókiennicza, Wodna, Zielona) | 1109                           |
| 9     | Starków, Stary Wielisław | 925                            |
| 10    | Mikowice, Roszyce, Szalejów Dolny | 739                            |
| 11    | Szalejów Górny | 662                            |
| 12    | Gorzuchów, Kamieniec, Korytów, Piszkowice, Ruszowice, Święcko | 938                            |
| 13    | Bierkowice, Gołogłowy, Łączna | 829                            |
| 14    | Wilcza, Wojbórz | 966                            |
| 15    | Ławica, Młynów, Morzyszów, Podtynie, Ścinawica | 721                            |

## Organizacja rady
Radę Gminy tworzy 15 radnych, wybierających spośród siebie przewodniczącego i 2 wiceprzewodniczących. Radni pracują w tematycznych komisjach stałych i doraźnych. Komisje Stałe:
Komisja Rewizyjna
Komisja Budżetu, Finansów i Działalności Gospodarczej
Komisja Gospodarki Komunalnej i Ładu Przestrzennego
Komisja Oświaty, Kultury i Sportu
Komisja Rolna i Ochrony Środowiska
Komisja Zdrowia, Pomocy Społecznej i Spraw Obywatelskich

## Kadencje

### I Kadencja (1990-1994)
- Prezydium[6]:
  - Przewodniczący: Franciszek Piszczek
  - Wiceprzewodniczący: Stanisław Diaków (do 1992)
  - Wiceprzewodniczący: Tadeusz Humeńczuk
  - Wiceprzewodniczący: Bogdan Mielcarek

### II Kadencja (1994-1998)
- Prezydium[6]:
  - Przewodniczący: Bogdan Mielcarek
  - Wiceprzewodniczący: Tadeusz Humeńczuk (do 1996)
  - Wiceprzewodniczący: Mieczysław Barczyk
  - Wiceprzewodniczący: Jadwiga Żółty

- Skład rady[7]:
  - Polskie Stronnictwo Ludowe – 11 radnych:
    - Stanisław Longawa, Marian Trojan, Roman Babiak, Ryszard Niebieszczański, Janusz Sawicki, Marek Szach, Tadeusz Humeńczuk, Jadwiga Bilaszewska, Zbigniew Grześków, Andrzej Szymański, Józef Leszkiewicz

  - Sojusz Lewicy Demokratycznej – 7 radnych:
    - Stanisław Dąbek, Bogusław Piotrowski, Mieczysław Barczyk, Marek Jania, Leszek Bobula, Bogdan Mielczarek, Franciszek Piszczek

  - Niezależni – 6 radnych:
    - Jadwiga Żółty, Jerzy Będkowski, Alfred Wanke, Marian Kowalczyk, Jan Pis, Eugeniusz Marczak.

### III Kadencja (1998-2002)
- Prezydium[8]:
  - Przewodniczący: Ryszard Jastrzębski
  - Wiceprzewodnicząca: Lucyna Wołk
  - Wiceprzewodniczący: Wiesława Teresak

- Skład rady[8]:
  - Przymierze Społeczne[9] – 12 radnych
    - Ryszard Jastrzębski, Adam Komar, Robert Leszkiewicz, Marian Trojan, Ryszard Niebieszczański, Roman Babiak, Janusz Sawicki, Józef Paliniewicz, Marek Szach, Wiesława Teresak, Józef Śmioch, Kazimierz Sołotwiński,

  - Sojusz Lewicy Demokratycznej – 4 radnych:
    - Stefan Klimaszko, Stanisław Dąbek, Karol Korowski, Lucyna Wołk,

  - Niezależni – 8 radnych:
    - Wiesław Mrzygłód, Marek Opanowicz, Marek Trypka, Kazimierz Twardowski, Jerzy Kałużny, Wanda Piotrowska, Stanisław Banach, Jan Tondytko.

### IV Kadencja (2002-2006)
- Prezydium:
  - Przewodniczący: Kazimierz Sołotwiński
  - Wiceprzewodniczący: Stanisław Banach (do 2006) Jan Janoszek
  - Wiceprzewodniczący: Wiesław Mrzygłód

- Skład rady[10]:
  - Polskie Stronnictwo Ludowe – 8 radnych:
    - Stanisław Banach, Wiesław Mrzygłód, Jan Janoszek, Stanisława Ilba, Marek Szach, Krzysztof Matysiak, Marek Trypka, Kazimierz Sołotwiński,

  - Sympatycy Iskry – 2 radnych:
    - Jerzy Lis, Leszek Tybiński

  - Niezależni – 5 radnych:
    - Lesław Zarański (Razem w wyborach 2002), Edward Dąbrowa (Inicjatywa-Sprawiedliwość-Odpowiedzialność), Hubert Krech, Jan Winnicki (Nasza Mała Ojczyzna), Szymon Wójcik (Samoobrona)

### V Kadencja (2006-2010)
- Prezydium:
  - Przewodniczący: Wiesław Mrzygłód
  - Wiceprzewodniczący: Zbigniew Tur
  - Wiceprzewodniczący: Krzysztof Matysiak

- Skład rady[11]:
  - Rozwój i Partnerstwo – 10 radnych:
    - Stanisław Banach, Wiesław Mrzygłód, Jan Janoszek, Zbigniew Tur, Stanisława Ilba, Krzysztof Matysiak, Szymon Wójcik, Leszek Tybiński, Tadeusz Olejnik, Kazimierz Sołotwiński,

  - Wspólne Sprawy – 2 radnych:
    - Wanda Piotrowska, Jan Winnicki,

  - Niezależni – 3 radnych:
    - Elżbieta Bloch (Kłodzki Komitet Obywatelski), Lesław Zarański (Szalejów Razem 2006), Edward Dąbrowa (Inicjatywa-Sprawiedliwość-Odpowiedzialność)

### VI Kadencja (2010-2014)
- Prezydium:
  - Przewodniczący: Zbigniew Tur
  - Wiceprzewodniczący: Stanisław Banach
  - Wiceprzewodniczący: Edward Dąbrowa

- Skład rady[12]:
  - Rozwój i Partnerstwo – 8 radnych:
    - Stanisław Banach, Lesław Zarański, Szymon Wójcik, Zbigniew Tur, Halina Witos, Mariola Kozak, Edward Dąbrowa, Jan Winnicki

  - Gmina dla Wszystkich – 4 radnych:
    - Mariusz Jastrzębski, Artur Prottung, Wanda Piotrowska, Franciszek Piszczek,

  - Niezależni – 3 radnych:
    - Katarzyna Czuba-Kowal, Jerzy Lis, Daniela Tur (Kłodzki Komitet Obywatelski)

### VII Kadencja (2014-2018)
- Prezydium[13]:
  - Przewodniczący: Zbigniew Tur
  - Wiceprzewodniczący: Mariusz Jastrzębski
  - Wiceprzewodniczący: Mariola Kozak

- Skład rady[14]:
- Polskie Stronnictwo Ludowe – 7 radnych:
  - Zbigniew Tur, Daniela Tur, Halina Witos, Marcin Bednarz, Mariola Kozak, Marta Brogowska, Jan Winnicki
- Rozwój i Partnerstwo – 3 radnych:
  - Jerzy Lis, Łucja Mądro, Mariusz Jastrzębski
- KWW Aktywni w Gminie – 2 radnych
  - Grzegorz Żytyński, Mariola Nakwasińska
- KWW Niezależalni w Gminie Kłodzko – 2 radnych:
  - Teresa Biel-Lutosławska, Jacek Suchoń
- Niezależni – 1 radny:
  - Wanda Piotrowska (KWW Gminy Kłodzko)

### VIII Kadencja (od 2018)
- Prezydium[2]:
  - Przewodniczący: Ryszard Jastrzębski
  - Wiceprzewodniczący: Halina Witos
  - Wiceprzewodniczący: Mariola Kozak

- Skład rady[15]:
- KWW Zbigniewa Tura – 10 radnych:
  - Teresa Biel-Lutosławska, Urszula Borkowska, Krzysztof Herda, Ryszard Jastrzębski, Mariola Kozak, Jerzy Lis, Janusz Nieckarz, Karol Omachel, Jan Winnicki, Halina Witos
- KKW Gminy Kłodzko Razem – 2 radnych:
  - Marek Królikowski, Wanda Piotrowska
- Niezależni – 2 radnych:
  - Andrzej Bartyna (Polskie Stronnictwo Ludowe), Piotr Smółka (Prawo i Sprawiedliwość)

19 stycznia 2019 roku w okręgu wyborczym nr 1 odbyły się wybory uzupełniające w związku z wyborem Zbigniewa Tura na urząd wójta gminy Kłodzko i co za tym idzie, nieobjęcia przez niego mandatu radnego.